# Communauté de communes de la Voie romaine
De Communauté de communes de la Voie romaine (lett. 'Gemeenschap van Heerweggemeenten') is een voormalig gemeentelijk samenwerkingsverband (intercommunalité) in het zuidwesten van de Franse Westhoek. Op 1 januari 2014 is deze opgegaan in de nieuw gevormde Intercommunale Binnen-Vlaanderen.
Het samenwerkingsverband bestond uit de volgende vier gemeenten:
- Boezegem
- Moerbeke
- Steenbeke (zetel)
- Tienen (Thiennes)